# Nylars
Nylars ist eine kleine Ortschaft mit 207 Einwohnern (Stand 1. Januar 2023) auf der dänischen Ostseeinsel Bornholm. Die Ortschaft liegt im gleichnamigen Kirchspiel (Nylarsker Sogn), das bis 1970 zur Harde Vester Herred im damaligen Bornholms Amt gehörte. Mit der Auflösung der Hardenstruktur wurde das Kirchspiel in die Kommune Aakirkeby aufgenommen, die Kommune wiederum ging nach einer Volksentscheidung zum 1. Januar 2003 mit anderen Kommunen in der Regionskommune Bornholm auf. Zwischen 2003 und 2007 war diese kreisfrei, seit dem 1. Januar 2007 gehört sie zur Region Hovedstaden.
Nylars liegt etwa sieben Kilometer westlich von Aakirkeby und etwa acht Kilometer südöstlich von Rønne.
Die Kirche von Nylars ist eine der vier Rundkirchen auf Bornholm.